# レベデフ・ピストル
レベデフ・ピストル (ロシア語: Пистолет Лебедева)はロシアの自動拳銃。
ディミトリ・レベデフが設計し、カラシニコフ・コンツェルンにより製造されている。2015年に初期モデルのPL-14、2016年に後期モデルのPL-15、およびそのコンパクトモデルのPL-15Kが2017年に発表された。
国家親衛隊は2021年5月に、ロシア警察は同年10月に、1951年に採用された古いマカロフ・ピストルに代わる新しい拳銃としてレベデフ・ピストル（露：Пистолет Лебедева）を採用した。

## 概要
ストライカー撃発方式やピカティニーレールによるモジュラー仕様を採用している。スライドの低い独自のデザインであり、容易にサイティングができるよう設計されている。また、フレームはアルミ合金製だが、ポリマーフレームも導入予定だという。
2021年3月にはレベデフのテストがロシア国家親衛隊のために先月完了したことが報じられ、カラシニコフ・コンツェルンは、工場が2021年からも拳銃の生産に向けて準備を進めていると述べている

## 採用国
- ロシア